# ناحیه کولنا
ناحیه کولنا (به لاتین: Khulna District) یک ناحیه در بنگلادش است که در استان کولنا واقع شده‌است.

## خصوصیات
ناحیه کولنا ۴٬۳۹۴٫۴۵ کیلومترمربع مساحت و ۲٬۳۱۸٬۵۲۷ نفر جمعیت دارد.